# Heterosais edessa
Heterosais edessa är en fjärilsart som beskrevs av William Chapman Hewitson 1854. Heterosais edessa ingår i släktet Heterosais och familjen praktfjärilar. Inga underarter finns listade i Catalogue of Life.

## Bildgalleri

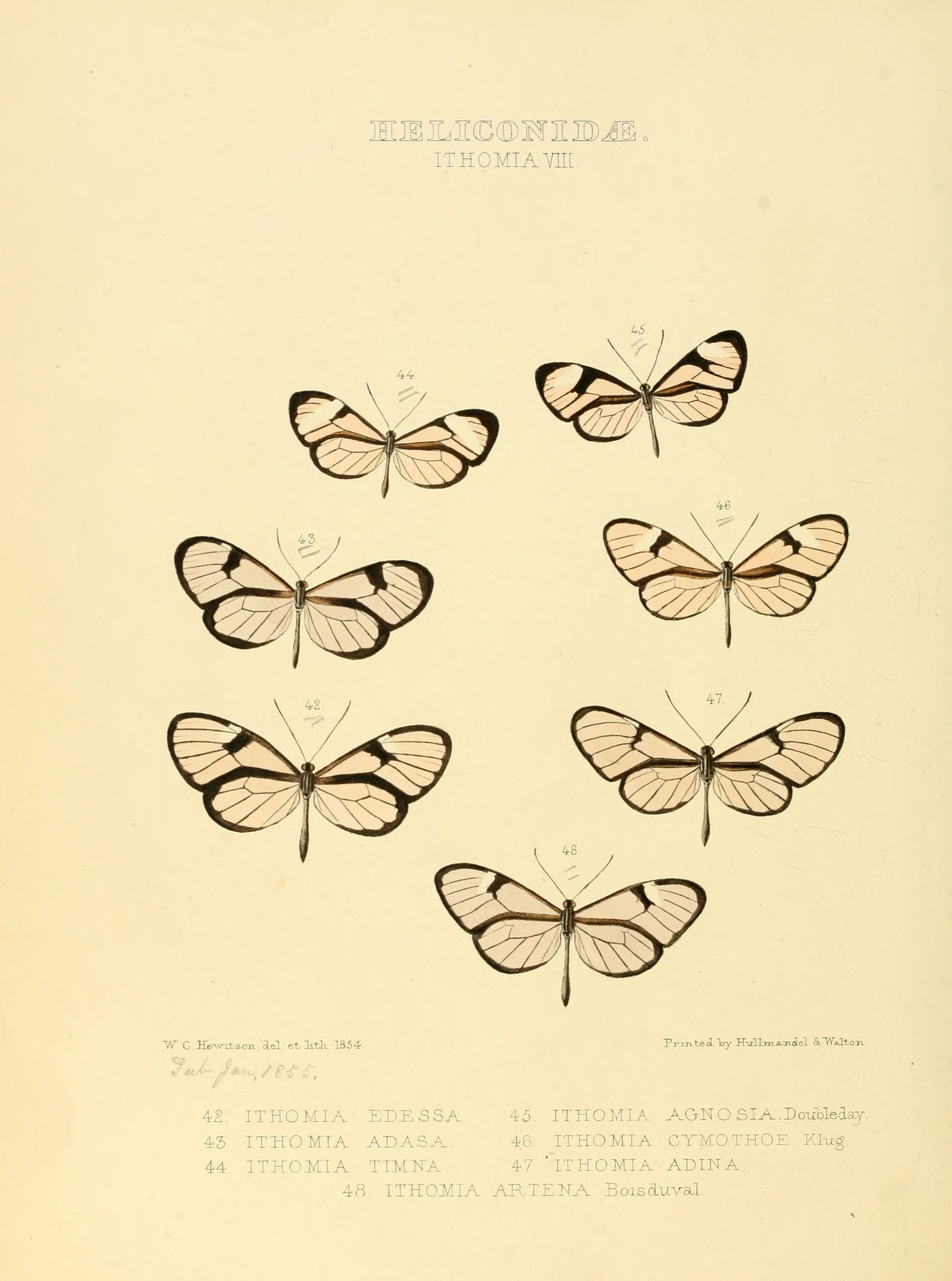